# Aztèque (cheval)
Pour les articles homonymes, voir Aztèque (homonymie).
L'Aztèque (espagnol : Azteca) est une race de chevaux de selle créée au Mexique, en tant que race nationale apte au travail du bétail.

## Dénomination
D'après l'écrivain Giacomo Giammatteo, la seule graphie juste du nom de cette race de chevaux fait appel à une initiale en majuscule, dans la mesure où elle est nommée d'après le peuple des Aztèques.

## Histoire
La race est créée en 1972, et est issue du croisement entre le Pure race espagnole et le Quarter Horse, quelques croisements impliquant aussi le Criollo mexicain,. L'objectif est de combiner les qualités des deux races fondatrices. Les grands propriétaires terriens et les cavaliers de tauromachie mexicains désirent également voir naître une race nationale. 
Sont admis dans le livre de la race Aztèque tous les chevaux issus de croisements soit entre un Pure race espagnole et un Quarter Horse, soit entre un Aztèque et un Pure race espagnole, un Quarter Horse, ou un autre Aztèque. Le poulain ne doit pas avoir plus de 6/8 d'origines Pure race espagnole ou Quarter Horse.
La race est officiellement reconnue en France depuis le 1er janvier 2020.

## Description

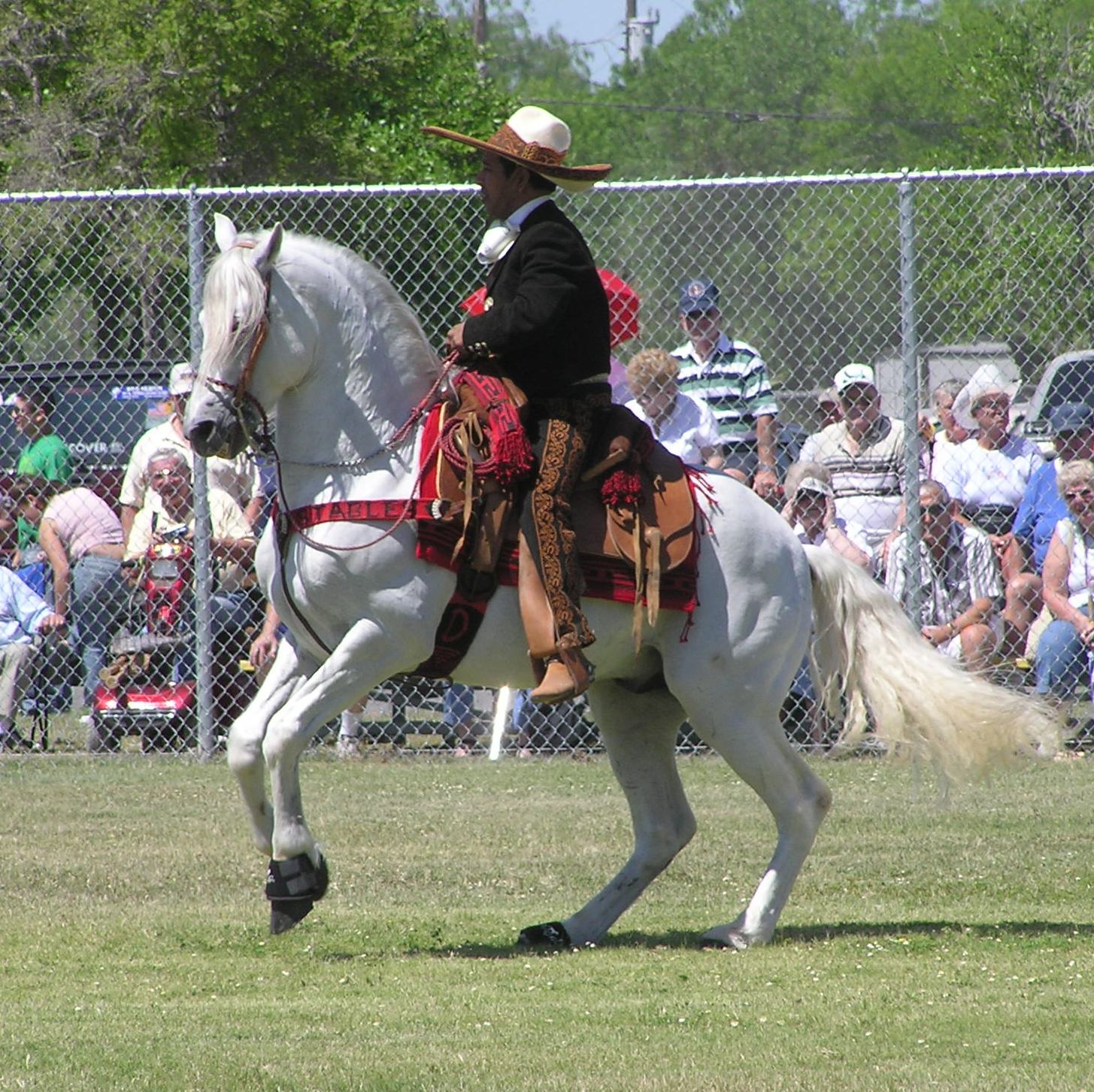
Cheval Aztèque

La taille moyenne est située entre 1,45 m et 1,62 m chez la femelle, et entre 1,52 m et 1,63 m chez le mâle. 
Cheval de type médioligne ou bréviligne, sa tête au chanfrein rectiligne est attachée à une encolure puissante. Le poitrail est ample, et la poitrine arrondie. La croupe est ronde. Ses membres sont musclés. 

### Robes
Seules les robes simples sont admises.

### Tempérament et allures
C'est un cheval qui doit être puissant, fier et brillant. Ses allures sont relevées et brillantes. Il se montre résistant, rapide, et agile.

### Sélection
L'Aztèque a été créé et est géré par l'AMCCRA, Asociación Mexicana de Criadores de Caballos de Raza Azteca, association historique de la race. 
En France, il est representé par L'AFECRA, qui est directement rattachée à l'association mexicaine et à l'Institut français du cheval et de l'équitation (IFCE). L'AFECRA a, pour la France, la responsabilité de l'enregistrement des poulains auprès de ces deux institutions, et de l'organisation des séances de valorisation pour les reproducteurs. 
Il existe également un stud book américain fondé en juin 1989, l’Azteca Horse Registry of America, qui ne suit pas les mêmes règles que l'association Mexicaine. 
Leur règlementation diffère notamment au sujet des robes et des croisements admis. Ce registre américain n'est reconnu ni par le stud book Mexicain, ni par l'IFCE.

## Utilisations
L'Aztèque est sélectionné à l'origine pour le travail avec le bétail, c'est donc un animal courageux, apte à la selle, au trait léger, et à l'équitation de loisir. Il fait un bon cheval de promenade et de randonnées, éventuellement de dressage. Il excelle en compétitions western, et pour la tauromachie.

## Diffusion de l'élevage
L'Aztèque est représenté au Mexique et aux États-Unis, et se développe en Europe depuis la fin des années 2010.
La France est le premier pays européen à signer des accords officiels avec le Mexique pour reconnaître cette race.